# آکادمی علوم افغانستان
آکادمی علوم افغانستان در تاریخ ۲ فروردین (حمل) ۱۳۴۹ ه‍.خ تأسیس گردید. این اداره مرکز تحقیقات علمی افغانستان بوده و در دههٔ شصت و هشتاد همردیف با دولت افغانستان فعالیت‌های مؤثری انجام داده است.

## تاریخچه
پیش از تأسیس آکادمی علوم، دسترسی به مراجع علمی و فرهنگی با جهان خارج ضعیف بود. پیش از توسعهٔ آکادمی علوم افغانستان، فعالیت‌های فرهنگی توسط نهادهای جداگانهٔ فرهنگی صورت می‌گرفت؛ ولی این نهادها تنها کار به خصوص خویش را به پیش می‌بردند. این نهادها عبارت بودند از:
۱. در سال ۱۳۰۱ خورشیدی برای نخستین‌بار در افغانستان نهاد «پشتو مرکه» (انجمن ادبی پشتو) در چهارچوب وزارت معارف افغانستان (وزارت آموزش و پرورش) تأسیس گردید.
۲. در سال ۱۳۱۰ ه‍.ش انجمن ادبی کابل تأسیس گردید.
۳. در سال ۱۳۱۱ ه‍.ش انجمن ادبی هرات و قندهار تأسیس گردید که انجمن ادبی هرات هنوز هم فعالیت دارد.
۴. در سال ۱۳۱۶ ه‍.ش انجمن ادبی کابل و قندهار با پشتو مرکه ادغام گردید و به نام «پشتو تولُنه» (فرهنگستان پشتو) در چهارچوب وزارت معارف افغانستان تأسیس شد. مجلهٔ کابل به حیث ارگان تحقیقاتی این نهاد بچاپ می‌رسید.
۵. در سال ۱۳۲۱ ه‍.ش انجمن تاریخ در چهارچوب وزارت معارف تأسیس گردید، که مجلهٔ آریانا و افغانستان ارگان نشراتی این نهاد بودند.
۶. در سال ۱۳۲۷ ه‍.ش انجمن دائرةالمعارف در چهارچوب وزارت معارف تأسیس شد که انجمن در سال ۱۳۴۴ ه‍.ش در چهارچوب وزارت اطلاعات و فرهنگ و در سال ۱۳۵۷ ه‍.ش با آکادمی علوم افغانستان مدغم شد.
۷. در سال ۱۳۳۴ ه‍.ش مرکز بین‌المللی کوشانی در چهارچوب یونسکو ایجاد و ثبت گردید.
۸. در سال ۱۳۴۶ ه‍.ش انجمن باستان‌شناسان در چهارچوب وزارت اطلاعات تأسیس گردید. پس از ۱۳۶۱ ه‍.ش به آکادمی پیوست پس از ۱۳۸۱ ه‍.ش متعلق به وزارت اطلاعات و فرهنگ گردید.
۹. در سال ۱۳۵۴ ه‍.ش مرکز تحقیقاتی زبان پشتو ایجاد گردید که ارگان نشراتی آن مجله پشتو بود که به زبان‌های یونسکو به چاپ می‌رسید. در ۲ حمل (فروردین) سال ۱۳۴۹ ه‍.ش پس از فرمان شاه آکادمی تأسیس شد.
۱۰. در سال ۱۳۵۷ ه‍.ش ادارهٔ مستقل و نهاد علمی قبول شد. با رشد سطح تحقیقات‌های علمی در وزارت بانوان، معارف (آموزش و پرورش)، تحصیلات عالی، وزارت اطلاعات و فرهنگ، مراکز تحقیقات اسلامی، دانشگاه اسلامی، ریاست سروی (Survey/نقشه‌برداری) معادن، انستیتوت تحقیقات زراعتی (کشاورزی)، انستیتوت طب (پزشکی) کابل، ادارهٔ انکشاف صنایع دستی و دیگر نهادها بنا به ضرورت وقت ایجاد گردید؛ ولی هر کدام این‌ها صلاحیت کشوری نداشتند. اکنون آکادمی چنین صلاحیتی را دارد.

## دیدگاه
این آکادمی بیشتر توجه خود را در هفت هدف مبذول داشته‌است:
1. انجام تحقیقات به منظور دورنمای روشن در ساحات علوم طبیعی و بشری که به رشد اقتصادی ملی و غنای فرهنگی مؤثر تمام شده بتواند.
2. مطالعه و ارزیابی منابع طبیعی افغانستان از قبیل منابع آب، خاک، انرژی، معادن، مواد خام، منابع طبیعی و احجار کریمه (سنگ‌های قیمتی) و سایر منابع طبیعی. تعین ذخایر منابع و نحوه‌های استفادهٔ مؤثر از این ذخایر نیز یکی از وظایف این بخش می‌باشد.
3. استفاده از جدیدترین دست‌آوردها و پیشرفت‌های علوم بشری و وسایل فنی آراسته به تکنولوژی مدرن به منظور ارتقاء مؤثر در اقتصاد ملی و ارائه طرح مشخص در مورد.
4. ارتقای جایگاه دانش در افغانستان.
5. سهم‌گیری در طرح و تدوین برنامه‌های جاری کشور به منظور ارتقا و رشد فرهنگی، اجتماعی و اقتصادی.
6. رشد و صیانت غنای فرهنگی و اقوام ساکن افغانستان.
7. رهبری و هماهنگ ساختن کارهای علمی و تحقیقاتی در بخش‌های علوم طبیعی و بشری که توسط مؤسسات عالی تحصیلی و دیگر مؤسسات علمی و تحقیقاتی کشور انجام صورت می‌گیرد.

## فعالیت‌ها

### بخش تحقیقات علوم اسلامی
در شهر کابل مکتب به نام «دارالعلوم» در زمان شاه تأسیس گردیده بود. شاگردان این مکتب پس از فراغت از صنف ۱۲ در دانشکده‌های شرعیات و حقوق معرفی می‌گردیدند. در سال‌های پس از ۱۳۶۶ خ. این مکتب به دانشگاه تحقیقات اسلامی تبدیل گردید. پس از ۱۳۷۴ خ. این نهاد تحقیقات خویش را در بخش‌های ثقافت فقه، قانون تفسیر حدیث، و عقیده در تحت نام معاونیت علوم اسلامی بکار آغاز نمود.
فعلاً معاونیت علوم اسلامی تشکیلات ذیل را اداره می‌کنند.
1. مرکز تفسیر و حدیث
  1. انستیتوت تفسیر و انستیتیوت حدیث
2. مرکز فقه و قانون
  1. انستیتوت فقه
  2. انستیتوت قانون و صول فقه
  3. دپارتمانت فقه
3. مرکز عقیده و ثقافت

الف) انستیتیوت عقیده و تصوف
- دپارتمانت عقیده
- دپارتمانت تصوف

ب) انستیتوت ثقافت

د) مرکز دائرةالمعارف آریانا پس از احکام سال ۱۳۸۱ دوباره احیا گردید.

ه) دپارتمانت زبان‌های پامیری پس از حکم سال ۱۳۸۲ دولت انتقالی اسلامی در تشکیل انستیتیوت اقوام برادر در پخش مرکز زبان و ادبیات تشکیل گردید.

و) مرکز تحقیقات ریاضی فلسفی پس از تاریخ ۱۳۸۲ به آکادمی علوم مدغم گردید. در ۱۳۸۲ در جنب آکادمی به کار خویش ادامه دادند.

### بخش علوم طبیعی
- مرکز ریاضی فیزیک و تکنیک
- مرکز کیمیا بیولوژی و زراعت
- مرکز علوم زمین و سیسمولوژی.
- مرکز علوم طب.

### بخش علوم بشری
1. مرکز علوم اجتماعی
  1. انستیتوت اقتصاد
  2. انستیتوت حقوق
  3. انستیتوت فلسفه و روانشناسی
  4. انستیتوت ژورنالیزم
2. مرکز دائرةالمعارف
3. مرکز زبان‌ها و ادبیات
  1. انستیتوت زبان و ادبیات پشتو
  2. انستیتوت زبان و ادبیات دری
  3. انستیتوت زبان‌های اقوام بردار
4. مرکز تحقیقات بین‌المللی پشتو
5. مرکز تحقیقات بین‌المللی کوشانی

## درجات علمی
در افغانستان در مؤسسات علمی به منظور آسان ساختن تفکیک و تشخیص سطح آگاهی افراد رتبه علمی یا القاب از طرف دولت اعطا می‌شود. رتبه‌های علمی علاوه بر شخصیت تفاوت در درآمد مالی نیز وارد می‌کند. رتبه‌های علمی مهم در کشور قرار ذیل‌اند:

### القاب علمی در دانشگاه‌ها
این القاب به زبان پشتو هستند:
1. پوهیالی (استادیار درجهٔ سوم): از نامزد پوهیالی به پوهیالی سپری نمودن یک سال پس از شامل شدن در کادر علمی پوهنزی می‌باشد.
2. نامزد پوهَنیار: از پوهیالی به نامزد پوهنیار یک سمینار یا یک دوره معین را باید سپری کند.
3. پوهَنیار (استادیار درجهٔ دوم): یک دوره معین را باید سپری کند یا کسانی که ماستری (کارشناسی ارشد) بدست بیاورد.
4. پوهَنیار به نامزد پوهَنمَل: رتبه دکترا؛ کسانی که مدرک دکترا خویش را بدست می‌آورند پس از کمیسون وزارت تحصیلات عالی این القاب را حاصل می‌کند. نامبرده باید یک اثر علمی تحریر کند و این اثر از یک کمیته موظف سپری شود.
5. از نامزد پوهَنمل به پوهَنمَل (استادیار درجهٔ یکم): یک سمینار یا یک دوره محدود یک سال را باید سپری کند.
6. از پوهَنمَل به پوهَندوی (دانشیار درجهٔ دوم): یک اثر علمی را تحریر کند و این اثر توسط ۳ نفر پوهاند (پروفسور) مورد تأیید قرار گیرد موصوف سمینار با شرکت استادان و دانشجویان دایر کند. کاندید با به سؤالات جواب مقنع داده باشد و در اخیر از طرف کمیته موظف قبول شود.
7. از پوهَندوی به پوهنوال (دانشیار درجهٔ یکم): یک اثر علمی را تحریر کند و این اثر توسط ۳ نفر پوهاند پس از سپری نمودن موفقانه سمینار قبول شود. در سمینار استادان و محصلین شرکت نمایند. کاندید با به سؤالات جواب درست ارائه کند و در اخیر از طرف کمیته موظف باید مورد تأیید قرار گیرد.
8. از پوهنوال به پوهاند (استاد یا پروفسور): یک اثر علمی را تحریر کند و این اثر توسط ۳ نفر پوهاند پس از سپری نمودن موفقانه سمینار قبول شود. در سمینار استادان و محصلین شرکت نمایند. کاندید با به سؤالات جواب درست ارائه کند و در اخیر از طرف کمیته موظف باید مورد تأیید قرار گیرد. پوهاند معادل پروفسوراست.

### القاب یا رتبه علمی در مؤسسات عالی تحقیقاتی
شمار زیادی مؤسسات تعلیمی و مؤسسات عالی تحقیقاتی در افغانستان وجود دارد که می‌توان از مؤسسه تحقیقاتی پوهنتون اسلامی، انستیتیوت تحقیقاتی نباتی، مرکز تحقیقاتی افغانستان‌شناسی وغیره. در مؤسسات تحقیقاتی محقق و سر محقق القاب‌گذاری شده‌است؛ ولی در انستیتوت زراعت (کشاورزی) سلن‌مل، سلن‌وال، سلن‌یار و سلندوی (همگی این نام‌ها به پشتو هستند) القاب گذاشته‌اند.

### القاب در آکادمی علوم افغانستان
با وجودی که پوهنتون کابل مرکز علمی افغانستان است ولی آکادمی مرکز مافوق تر و صلاحیت کشوری را دارد. القاب علمی آکادمی عبارتند از کاندید اکادمیسن و اکادمیسن می‌باشد. اکادمیسن‌هایی که فعلاً درین آکادمی رول عمده دارند عبارتند از:
1. اکادمیسن: سلیمان لایق رئیس آکادمی، پوهاند عبدلشکور رشاد، پوهاند دکتر عبدالاحمد جاوید، عبدالواحد سرابی، غلام‌دستگیر پنجشیری، پوهاند دکتر غلام‌فاروق اعتمادی، فقیر محمد یعقوبی، محمدموسی وردک، اکادمیسن استاد برهاندین ربانی، عبدالاحد عشرتی، آیت‌الله شیخ محمد آصف محسنی.
2. به تعداد ۲۲ نفر از کاندید اکادمیسن نیز در آکادمی کار می‌نمایند. می‌توان از نام پوهاند میرمحمد احجازی، سر محقق عبدالکبیر رنجبر، دکتر علی‌احمد پوپل، پوهاند دکتر شاه علی‌اکبر شهرستانی، دکتر محمود حبیبی، محمداعظم سیستانی، دکتر اسدالله حبیب، محمداکرم عثمان و غیره تام برد.

رتبه علمی افغانستان در منطقه 23 ام و رتبه او در جهان 121ام بود.

## نشرات
آکادمی علوم افغانستان از زمان تولد ۱۳۱۰ هجری شمسی الی امروز نشرات داشته‌است. در مراحل اول چند جریده و مجله محدود بچاپ می‌رساند. امروز هر دفتر و بخش از خود جریده و مجله دارد.
1. مجله کابل جریده زیری و مجله خراسان توسط مرکز زبانها و ادبیات نشر می‌گردد.
2. مجله آریانا مجله افغانستان توسط معاونیت علوم اجتماعی به نشر می‌رسد.
3. مجله تحقیقات کوشانی توسط مرکز بین‌المللی تحقیقات کوشانی به نشر می‌رسد.
4. مجله پشتو توسط مرکز تحقیقات مرکز بین‌المللی زبان پشتو
5. مجله طبیعت توسط بخش علوم طبیعی
6. مجله تییان توسط بخش علوم اسلامی
7. جریده تفکر توسط ریاست نشرات آکادمی
8. مجله منطقه‌ای توسط مرکز منطقه ای
9. مجله ساینس و تکنولوژی توسط معاونیت علوم طبیعی و تخنیک

بعضی ازین مجلات به زبان دری بعضی به زبان دری و پشتو، بعضی به دری، پشتو و انگلیسی به چاپ می‌رسد.

## دفترها
مقر فعالیت آکادمی افغانستان در چهار محل شهر کابل موقعیت دارد.
- مرکز ریاست در چهار راهی سواد آموزی شهر کابل قرار دارد.
- دفاتر و ادارات آکادمی درتعمیر شاه بوبوجان عقب وزارت داخله موقعیت دارد
- ریاست نشرات و انستیتوت مرکز زبانها درتعمیر چهارراهی آکادمی قرار دارد.
- مرکز تحقیقات بین‌المللی کوشانی، مرکز تحقیقات بین‌المللی زبان پشتو، و ریاست باستان‌شناسی در تعمیر واقع قلعه فتح‌الله قرار دارد.
- موزیم اِتنوگرافی (موزهٔ مردم‌نگاری) در قصر قدیمی شاه بوبو جان در پشت ساختمان وزارت داخله قرار دارد.

## واژه‌سازی
برگردان برخی از واژگان و القاب آکادمیک از پشتو به فارسی از این قرارند:
- پوهَنتون: دانشگاه
- حَربی‌پوهَنتون: دانشگاه نظامی
- پوهنځی (تلفظ: پوهَنزَی)، دانشکده: دانشکده
- پوهَنپال: دانشجو
- پوهیالی: استادیار (درجهٔ سوم)
- پوهَنیار: استادیار (درجهٔ دوم)
- پوهَنمَل: استادیار (درجهٔ یکم)
- پوهَندوی: دانشیار (درجهٔ دوم)
- پوهَنوال: دانشیار (درجهٔ یکم)
- پوهاند: استاد، پروفسور
- دارالمعلمین: دانشسرا
- اِستاژ (برگرفته از واژهٔ فرانسوی stage؛ انگلیسی: internship؛ آلمانی: Praktikum): کارآموزی